# Jeffrey Pierce
Jeffrey Pierce (nacido Jeffrey Douglas Plitt; Denver, 13 de diciembre de 1971) es un actor estadounidense. Es conocido por interpretar el papel principal en la serie de ciencia ficción Charlie Jade (2005), y por protagonizar las series de televisión de corta duración Big Apple (2001) y The Nine (2006-2007), y por sus papeles recurrentes en varias series de televisión. Pierce también proporciona la voz y la captura de movimiento de Tommy en la serie de videojuegos The Last of Us, por la que recibió una nominación al Premio BAFTA como Artista de Reparto en 2020.

## Carrera
Pierce asumió su papel más notable hasta la fecha en la serie de televisión de ciencia ficción Charlie Jade de 2005, en la que interpretó el papel principal; la serie se emitió en los Estados Unidos por Sci-Fi Channel en 2008. Pierce tiene papeles recurrentes en las series de televisión For the People, Alcatraz, Cult, The Tomorrow People, Bosch y Castle Rock.
Además de sus actividades de actuación, Pierce también presta voz a personajes de videojuegos o proporciona el modelo de movimiento. Proporcionó la voz y la captura de movimiento del personaje Tommy Miller en el videojuego The Last of Us, que se convirtió en su papel más destacado. Originalmente, Pierce audicionó para el papel de Joel Miller, que luego fue asignado a su compañero de reparto Troy Baker. Cuando se pidió al equipo que eligiera un actor para el papel de Tommy, inmediatamente contactaron a Pierce, ya que quedaron impresionados por su audición Repitió su papel en su secuela de 2020 The Last of Us Part II, por la que fue nominado a Artista de Reparto en la 17.ª edición de los British Academy Games Awards. Pierce también aparece como invitado en la serie de televisión The Last of Us de HBO, que está basada en el videojuego.

## Filmografía

### Películas
| Año  | Título                  | Papel          |
| ---- | ----------------------- | -------------- |
| 1997 | The Others              | Mark Miller    |
| 2002 | Random Shooting in L.A. | Johnny         |
| 2002 | S1m0ne                  | Kent           |
| 2003 | The Foreigner           | Sean Cold      |
| 2005 | Final Approach          | Capitán Pierce |
| 2010 | Alphonso Bow            | Alphonso Bow   |
| 2010 | The Space Between       | Junkie         |
| 2011 | The Double              | Agente Weaver  |
| 2012 | Any Day Now             | Oficial Plitt  |
| 2013 | The Stranger Within     | Michael        |

### Televisión
| Año       | Título                                  | Papel                             | Notas                                                     |
| --------- | --------------------------------------- | --------------------------------- | --------------------------------------------------------- |
| 1997      | Pacific Blue                            | Bill Drake                        | Episodio: "Soulmate"                                      |
| 1998      | Profiler                                | Peter Denford                     | Episodio: "Every Five Minutes"                            |
| 1998      | Houdini                                 | Estudiante de Montreal #2         | Película de televisión                                    |
| 2000      | Jackie Bouvier Kennedy Onassis          | John F. Kennedy Jr.               | Película de televisión                                    |
| 2001      | Big Apple                               | Detective Vincent Trout           | Protagonista                                              |
| 2002      | The West Wing                           | Jeff Johnson                      | Episodio: "Debate Camp"                                   |
| 2002      | Astronauts                              | Brent Masse                       | Película de televisión                                    |
| 2002–2003 | For the People                          | Mason Knight                      | Recurrente, 9 episodios                                   |
| 2003      | Without a Trace                         | Paul Dobson                       | Episodio: "Underground Railroad"                          |
| 2003      | Judging Amy                             | Edgar Cobbs                       | Episodio: "Maxine Interrupted"                            |
| 2003      | JAG                                     | Major Zach Tunney                 | Episodio: "Posse Comitatus"                               |
| 2003      | Boston Public                           | Will Styros                       | Episodio: "Chapter Seventy-Six"                           |
| 2004      | Charmed                                 | Todd Marks                        | Episodio: "Hyde School Reunion"                           |
| 2005      | Charlie Jade                            | Charlie Jade                      | Protagonista                                              |
| 2005      | Crossing Jordan                         | Bill Patterson                    | Episodio: "Death Goes On"                                 |
| 2005      | NCIS                                    | Marine Sgt. Michael McMannis      | Episodio: "Model Behavior"                                |
| 2006–2007 | The Nine                                | Randall Reese                     | Protagonista                                              |
| 2007      | Close to Home                           | Matt Ewing                        | 3 episodios                                               |
| 2007      | Journeyman                              | Capt. John Richie / Dylan McCleen | Episodio: "The Legend of Dylan McCleen"                   |
| 2007      | Life                                    | Richard Larson                    | Episodio: "Powerless"                                     |
| 2008      | Eli Stone                               | Robert Swain                      | Episodio: "Father Figure"                                 |
| 2008      | Mentes criminales                       | Ryan Scott                        | Episodio: "The Crossing"                                  |
| 2008      | Fear Itself                             | Point                             | Episodio: "The Sacrifice"                                 |
| 2008      | Private Practice                        | Ray Daniels                       | Episodio: "Know When to Fold"                             |
| 2008      | Knight Rider                            | Ryan Arrow                        | 2 episodios                                               |
| 2008      | Long Island Confidential                | Mike McCarthy                     | Película de televisión                                    |
| 2009      | terminator: The Sarah Connor Chronicles | T-888                             | 2 episodios                                               |
| 2009      | Castle                                  | Wyatt Monroe                      | Episodio: "Inventing the Girl"                            |
| 2010      | Day One                                 | Bud                               | Episodio: Pilot                                           |
| 2010      | NCIS: Los Ángeles                       | Comandante Neil Corby             | Episodio: "Past Lives"                                    |
| 2010      | Miami Medical                           | Marcus                            | Episodio: "Time of Death"                                 |
| 2012      | CSI: Crime Scene Investigation          | T.C. Riordan                      | Episodio: "CSI: Unplugged"                                |
| 2012      | Alcatraz                                | Jack Sylvane                      | Recurrente, 6 episodios                                   |
| 2012      | Nikita                                  | Martin                            | Episodio: "3.0"                                           |
| 2013      | Cult                                    | Stuart Reynolds                   | Recurrente, 8 episodios                                   |
| 2013–2014 | The Tomorrow People                     | Jack Jameson / Roger Price        | Recurrente                                                |
| 2014      | Drop Dead Diva                          | Ian Holt / Grayson Kent           | 4 episodios                                               |
| 2014      | The Night Shift                         | Todd                              | Episodio: "Hog Wild"                                      |
| 2015      | Justified                               | Lappicola                         | 2 episodios                                               |
| 2015      | The Mysteries of Laura                  | Terrence Van Doren                | Episodio: "The Mystery of the Watery Grave"               |
| 2017      | Bosch                                   | Trevor Dobbs                      | Recurrente (temporada 3), 7 episodios                     |
| 2017      | Hell's 9th Circle                       | Detective Vic O'Neill             | Miniserie; Episodio: "Salisbury Steak"                    |
| 2018      | Castle Rock                             | Joven Alan Pangborn               | Recurrente (temporada 1), 5 episodios                     |
| 2019      | God Friended Me                         | Richard                           | Episodio: "Return to Sender"                              |
| 2019      | Love, Death & Robots                    | Macdonald (voz)                   | Episodio: "Lucky 13"                                      |
| 2022      | Cyber Shock                             | Adam                              | Película de televisión                                    |
| 2023      | The Last of Us                          | Perry                             | Episodios: "Please Hold to My Hand", "Endure and Survive" |

### Videojuegos
| Año  | Título                         | Papel                                 | Notes                       |
| ---- | ------------------------------ | ------------------------------------- | --------------------------- |
| 2008 | The Bourne Conspiracy          | Jason Bourne / David Webb             | Voz                         |
| 2009 | Prototype                      | Robert Cross / The Specialist         | Voz                         |
| 2010 | Medal of Honor                 | DEVGRU AFO Neptune / Codename: Mother | Voz                         |
| 2012 | Medal of Honor: Warfighter     | DEVGRU AFO Neptune / Codename: Mother | Voz                         |
| 2013 | The Last of Us                 | Tommy Miller                          | Voz y captura de movimiento |
| 2013 | Call of Duty: Ghosts           | Thomas A. Merrick                     | Voz                         |
| 2016 | Call of Duty: Infinite Warfare | HAVOC                                 | Voz                         |
| 2017 | Call of Duty: WWII             | Joseph Turner                         | Voz y captura de movimiento |
| 2020 | The Last of Us Part II         | Tommy Miller                          | Voz y captura de movimiento |